# Power Macintosh 8600
De Power Macintosh 8600 is een personal computer die ontworpen, gefabriceerd en verkocht werd door Apple Computer van februari 1997 tot februari 1998. De 8600 werd samen met de Power Macintosh 7300 en 9600 geïntroduceerd en beschikte over een 200 MHz PowerPC 604e-processor.
De Power Macintosh 8600 gebruikte dezelfde nieuwe behuizing als de 9600, maar was iets minder uitbreidbaar met 3 in plaats van 6 PCI-slots en 8 in plaats van 12 RAM-sleuven. Deze nieuwe behuizing verving de weinig populaire Quadra 800-behuizing die door zijn voorganger, de 8500, gebruikt werd. Net als de 7300 en 9600 was de 8600 uitgerust met de nieuwe PowerPC 604e CPU, een verbeterde versie van de PowerPC 604 die gebruikt werd in 8500 en 9500, de voorgangers van respectievelijk de 8600 en 9600. De 8600 beschikte over geavanceerde audio- en videopoorten, waaronder RCA-audio in en uit, S-Video in en uit en composietvideo in en uit.
De 8600 werd vanaf het begin geplaagd door leveringsproblemen: pas in juni 1997, vier maanden na zijn introductie, was de computer algemeen verkrijgbaar. Ook het 300 MHz-model had aanvankelijk te kampen met vertragingen, weliswaar in beperktere mate.  
In augustus 1997 werd het oorspronkelijke model vervangen door twee snellere modellen, op 250 en 300 MHz. De 8600 werd stopgezet in februari 1998, een paar maanden na de introductie van zijn vervanger, de Power Macintosh G3 (mini tower).

## Modellen
Beschikbaar vanaf 17 februari 1997:
- Power Macintosh 8600/200: 200 MHz PowerPC 604e, 32 MB RAM en een 2 GB harde schijf.[3]

Beschikbaar vanaf 5 augustus 1997:
- Power Macintosh 8600/250: 250 MHz PowerPC 604ev, 32 MB RAM en een 4 GB harde schijf.[4]
- Power Macintosh 8600/300: 300 MHz PowerPC 604ev, 32 MB RAM en een 4 GB harde schijf.[5]

## Specificaties
- Processor: PowerPC 604e @ 200 MHz, PowerPC 604ev @ 250, 300 MHz
- FPU : geïntegreerd in de processor
- PMMU : geïntegreerd in de processor
- Systeembus snelheid: 50 MHz
- ROM-grootte: 4 MB
- Databus: 64 bit
- RAM-type: 70 ns 168-pin DIMM
- Standaard RAM-geheugen: 32 MB
  - Uitbreidbaar tot maximaal 1 GB
  - RAM-sleuven: 8
- Standaard video-geheugen: 2 MB VRAM
  - Uitbreidbaar tot maximaal 4 MB VRAM
- Standaard diskettestation: 3,5-inch, 1,44 MB (manueel)
- Standaard harde schijf: 2 of 4 GB (SCSI)
- Standaard optische schijf: 12x of 24x CD-ROM
- Uitbreidingssleuven: 3 PCI
- Type batterij: 3,6 volt lithium
- Uitgangen:
  - 1 ADB-poort (mini-DIN 4) voor toetsenbord en muis
  - 1 video-poort (DB-15)
  - 1 SCSI-poort (DB-25)
  - 2 seriële GeoPort poorten (mini-DIN 9)
  - 1 audio-uit (3,5 mm jackplug)
  - 1 microfoon (3,5 mm jackplug)
  - 2 ethernet (AAUI en RJ-45)[a]
- AV-module:
  - 2 video-in: S-Video- en RCA-poort
  - 2 video-uit: S-Video- en RCA-poort
  - 2 audio-in: RCA-poorten links en rechts
  - 2 audio-out: RCA poorten links en rechts
- Ondersteunde systeemversies: 7.5.5 t/m 9.1[b]
- Afmetingen: 43,9 cm × 38,4 cm × 43,9 cm (hxbxd)
- Gewicht: 15,9 kg

Uit productie: 1984: Macintosh 128K, Macintosh 512K · 1985: Macintosh XL · 1986: Macintosh Plus · 1987: Macintosh II, Macintosh SE · 1988: Macintosh IIx · 1989: Macintosh SE/30, Macintosh IIcx, Macintosh IIci, Macintosh Portable · 1990: Macintosh IIfx, Macintosh Classic, Macintosh IIsi, Macintosh LC serie · 1991: Macintosh Quadra 700, Macintosh Quadra 900, Apple PowerBook · Macintosh Classic II · 1992: Macintosh IIvx, Macintosh Quadra 950, PowerBook Duo, Macintosh Performa serie · 1993: Macintosh Centris serie, Macintosh Color Classic, Macintosh TV · Apple Workgroup Server · 1994: Power Macintosh · 1997: Power Macintosh G3, PowerBook G3, Twentieth Anniversary Macintosh · 1998: iMac · 1999: iBook, Power Mac G4 · 2000: Power Mac G4 Cube · 2001: PowerBook G4 · 2002: eMac, iMac G4 · 2003: Xserve, Power Mac G5 · 2004: iMac G5 · 2005: Mac mini · 2006: MacBook · 2015: MacBook (Retina) · 2017: iMac Pro

Huidige modellen: MacBook Air, MacBook Pro, iMac, Mac mini, Mac Studio, Mac Pro